# (55384) Muiyimfong
(55384) Muiyimfong est un astéroïde de la ceinture principale.

## Description
(55384) Muiyimfong est un astéroïde de la ceinture principale. Il fut découvert le 25 septembre 2001 à l'observatoire Desert Eagle par William Kwong Yu Yeung. Il présente une orbite caractérisée par un demi-grand axe de 2,41 UA, une excentricité de 0,14 et une inclinaison de 3,6° par rapport à l'écliptique.